# Andoni Cedrún
Andoni Cedrún Ibarra (Durango, 5 giugno 1960) è un ex calciatore spagnolo.

## Carriera
Figlio di Carmelo Cedrún, portiere degli anni cinquanta e sessanta della nazionale spagnola, cresce nella florida cantera dell'Athletic Bilbao, ed esordisce con il Bilbao Athletic nella stagione 1978-1979.
Due anni dopo viene "promosso" alla prima squadra, debuttando in Primera División spagnola il 7 dicembre 1980 nella partita Athletic-Real Betis 2-0. Milita per quattro stagioni con i rojiblancos in cui però è chiuso da Andoni Zubizarreta: vince comunque due scudetti ed una Coppa del Re.
Nel 1983-1984 passa al Cadice, e l'anno successivo al Real Saragozza. Con la squadra aragonese diventa irremovibile tra i pali, come testimoniano le 301 presenze in campionato in 12 stagioni, tutte nella Liga. Dopo aver conquistato altre due coppe di Spagna ed una Coppa delle Coppe, nel 1996 si trasferisce al Logrones, con cui conclude la carriera.

## Palmarès

### Competizioni nazionali
- Campionato spagnolo: 1

Athletic Club: 1982-1983
- Coppa di Spagna: 2

Real Saragozza: 1985-1986, 1993-1994

### Competizioni internazionali
- Coppa delle Coppe: 1

Real Saragozza: 1994-1995